# Enamillus septus
Enamillus septus är en skalbaggsart som beskrevs av Peter Geoffrey Allsopp 1989. Enamillus septus ingår i släktet Enamillus och familjen Melolonthidae. Inga underarter finns listade i Catalogue of Life.